# 静岡県立浜松江之島高等学校
静岡県立浜松江之島高等学校（しずおかけんりつ はままつえのしまこうとうがっこう）は、静岡県浜松市中央区江之島町にある県立高等学校。略称は江之高（えのこう）。

## 校訓
飛翔三訓 - 「高く羽ばたけ」「まっすぐに羽ばたけ」「たくましく羽ばたけ」

## 沿革
- 1979年12月19日 - 静岡県教育委員会が、1984年度に西遠学区での高等学校新設を発表。
- 1981年9月22日 - 設置場所決定。
- 1983年12月2日 - 校名を静岡県立浜松江之島高等学校と決定。
- 1984年4月4日 - 開校入学式を挙行、校歌・校訓制定。
- 1985年8月22日 - プール建築工事竣工。
- 1986年10月30日 - 校舎落成・創立三周年記念式典挙行。
- 1993年4月 - 芸術科を設置。
- 1994年3月25日 - 芸術棟建築工事竣工。
- 2014年 - 普通科創立30周年、芸術科創立20周年記念式典開催
- 2015年 - 第30回文化祭開催

## 学校行事
各学期における、始業式・終業式・期末テストは省略した。
| 4月 入学式 対面式 6月 文化祭「輝潮祭」 9月 防災訓練 10月 体育大会 11月 保育実習（1年） 修学旅行（2年） 遠足（3年） 12月 芸術発表会：美術・音楽 | 1月 津波避難訓練 かるた大会 卒業演奏会（芸術科：音楽3年） 2月 修了演奏会（芸術科：音楽） キャリアガイダンス 3月 卒業式 修了式 |  |

## 部活動
- 陸上部
- 男子バスケットボール部
- 女子バスケットボール部
- 野球部
- サッカー部
- 男子テニス部
- 女子テニス部
- 卓球部
- 弓道部
- バドミントン部
- ダンス部
- 吹奏楽部
- 弦楽部
- 合唱部
- 美術部
- 家庭部
- 情報処理部
- 日本文化部
  - (茶道班)
  - (文芸班)
  - (カルチャー班)
  - (百人一首班)

## 交通
- 遠鉄バス5（・3）三島江之島線 ｢江之島高校入口｣バス停から、徒歩5分
- 遠鉄バス5（・3）三島江之島線 ｢南行政センター｣バス停から、徒歩3分（南行政センター乗り入れ便のみ）
- 通常登校時に限り、浜松駅バスターミナル6のりばより、「直通　江之島高校行き」の運行もある。（この便に限り、江之島高校内へ乗り入れる。）